# Antichton

Gráfico que muestra el planeta Antichton.

El Antichton (en griego Ἀντίχθων, Antíchthōn, «antípoda»), también llamado la Antitierra o la Contra-tierra, era un hipotético planeta que, a juicio de Filolao (450-400 a. C.) y otros pitagóricos, se interponía entre la Tierra y el fuego central (distinto del Sol), protegiéndolo de este. Entendían que era invisible por el hecho de que no podía ser visto debido a que la Tierra giraba a su alrededor, ofreciéndole la misma cara siempre, que era el hemisferio del planeta opuesto a donde se encontraba situada Grecia.